# Five Bloody Graves
Five Bloody Graves è un film del 1969, diretto da Al Adamson.

## Produzione
Il film è stato girato nel novembre del 1969 a Fruita, nello Utah.